# Трёнделаг
Трёнделаг (норв. Trøndelag) — одна из губерний (фюльке) Норвегии, расположенная в центральной части страны. Образована 1 января 2018 года, в результате объединения двух фюльке: Сёр-Трёнделаг и Нур-Трёнделаг. 
Административный центр — город Стейнхьер. Крупнейший город — Тронхейм. Значительная часть населения (более 200 тыс. человек) проживает в Тронхейме и его пригородах. Основным диалектом норвежского языка в регионе является трёндешк.